# Calyptrocalyx elegans
Espèce
Synonymes
- Calyptrocalyx moszkowskianus Becc. (1914)[1]
- Calyptrocalyx schultzianus Becc. (1914)[2]
- Calyptrocalyx bifurcatus Becc. (1923)[3]

Calyptrocalyx elegans est une espèce de plantes à fleurs de la famille des Arecaceae (les palmiers), native de la Nouvelle-Guinée.